# Johann Baptist Moroder
Johann Baptist Moroder-Lusenberg, dit également Batista de Trinadianesch, né à St. Ulrich in Gröden le 20 février 1870 et mort à St. Ulrich in Gröden le 24 mai 1932, est un sculpteur autrichien du Tyrol du Sud qui a réalisé des sculptures essentiellement religieuses.

## Biographie
Johann Baptist Moroder est le fils aîné du peintre Josef Moroder-Lusenberg et de sa première femme Annamaria Sanoner-Mauritz.